# Vranovice-Kelčice
Pour les articles homonymes, voir Vranovice.
Vranovice-Kelčice (en allemand : Wranowitz et Keltschitz) est une commune du district de Prostějov, dans la région d'Olomouc, en République tchèque. Sa population s'élevait à 604 habitants en 2023.

## Géographie
Vranovice-Kelčice se trouve à 7,5 km au sud de Prostějov, à 24 km à l'est-sud-est d'Olomouc et à 207 km à l'est-sud-est de Prague.
La commune est limitée par Určice et Dětkovice au nord, par Výšovice et Vřesovice à l'est, par Hradčany-Kobeřice et Otaslavice au sud, et par Vincencov à l'ouest.

## Histoire
La première mention écrite de la localité date de 1278.

## Administration
La commose se compose de deux sections :
- Kelčice
- Vranovice

## Galerie

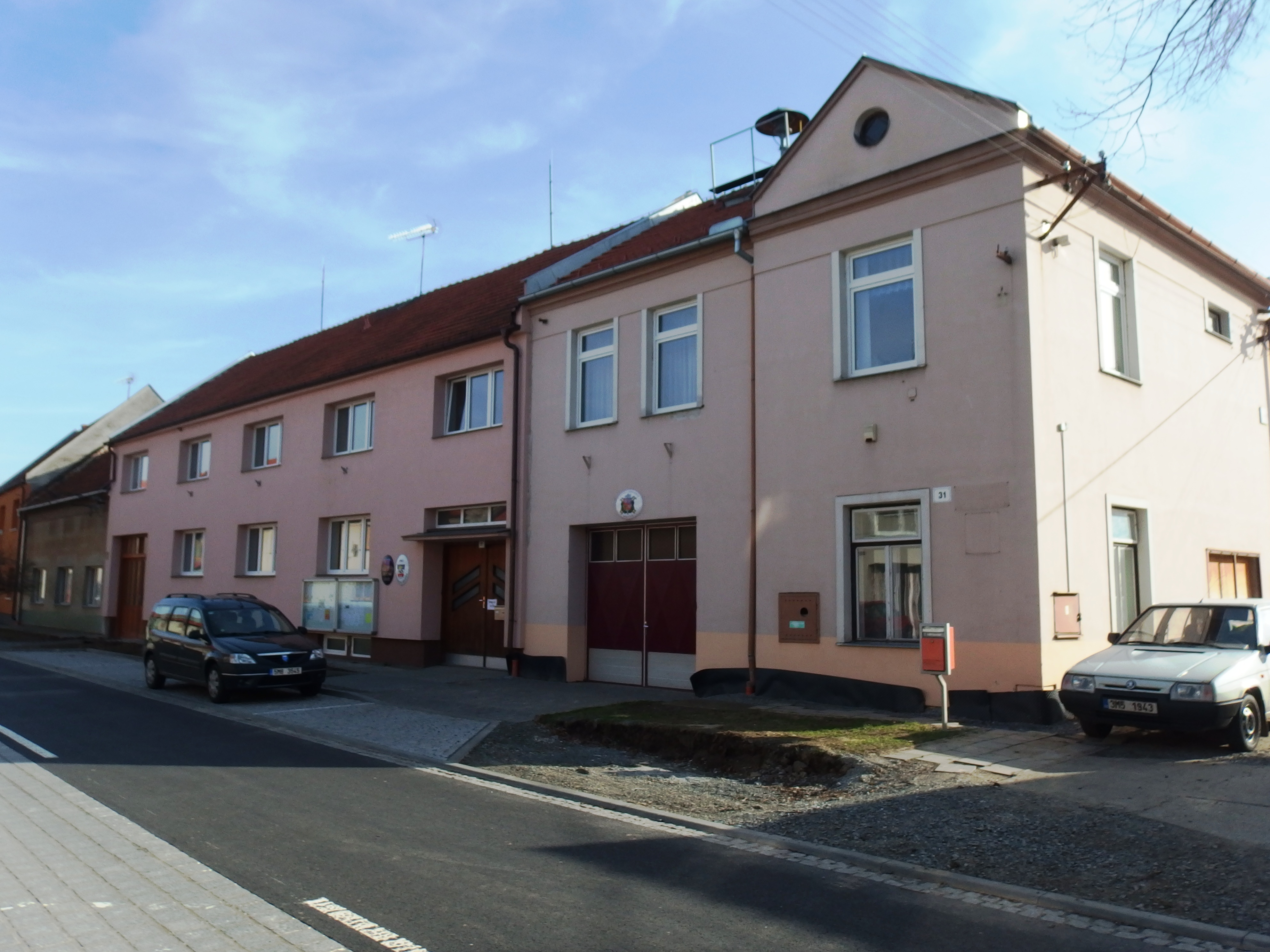
Vranovice-Kelčice : la mairie.
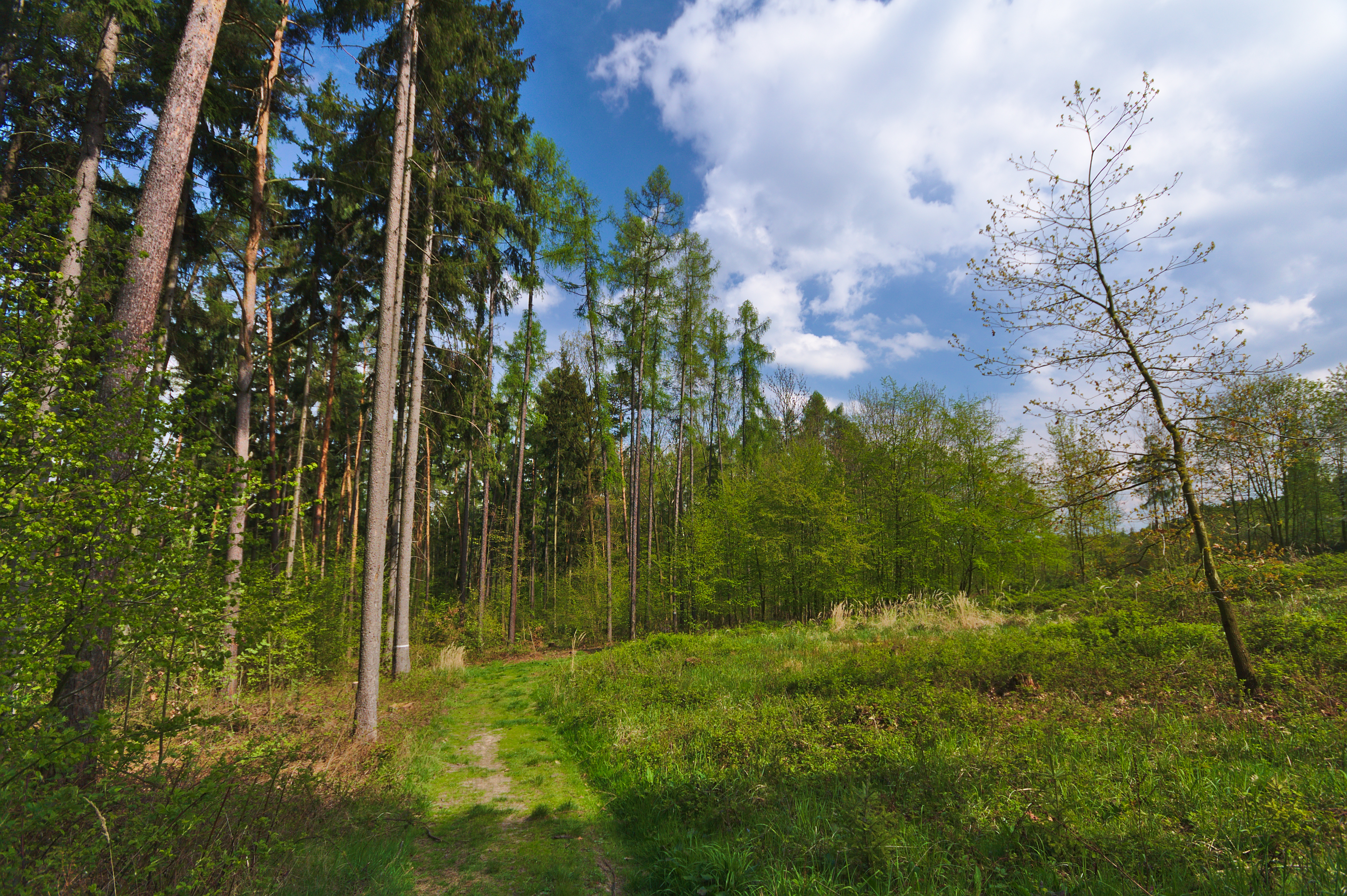
Aire protégée de Blátka.

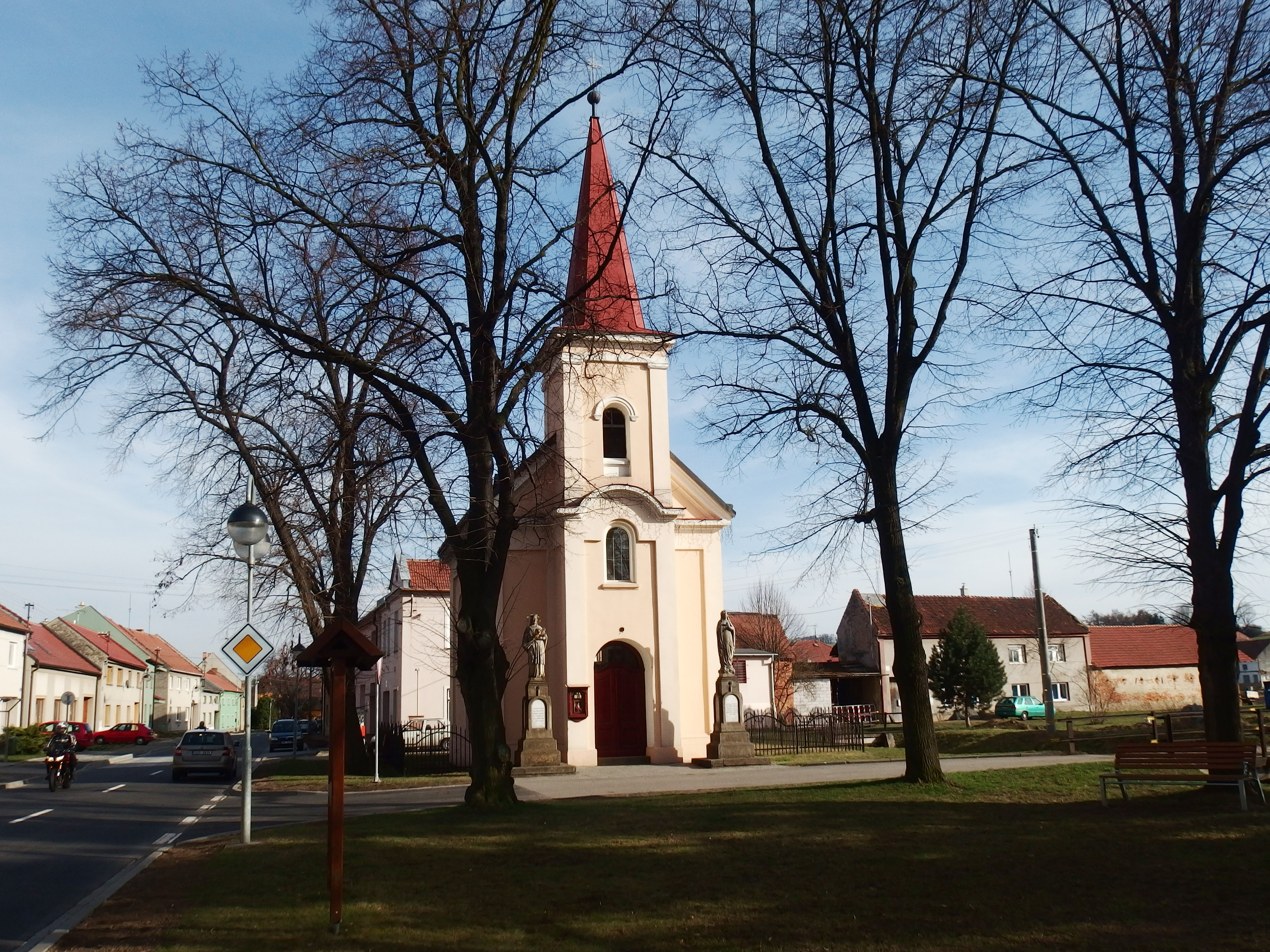
Église de Kelčice.
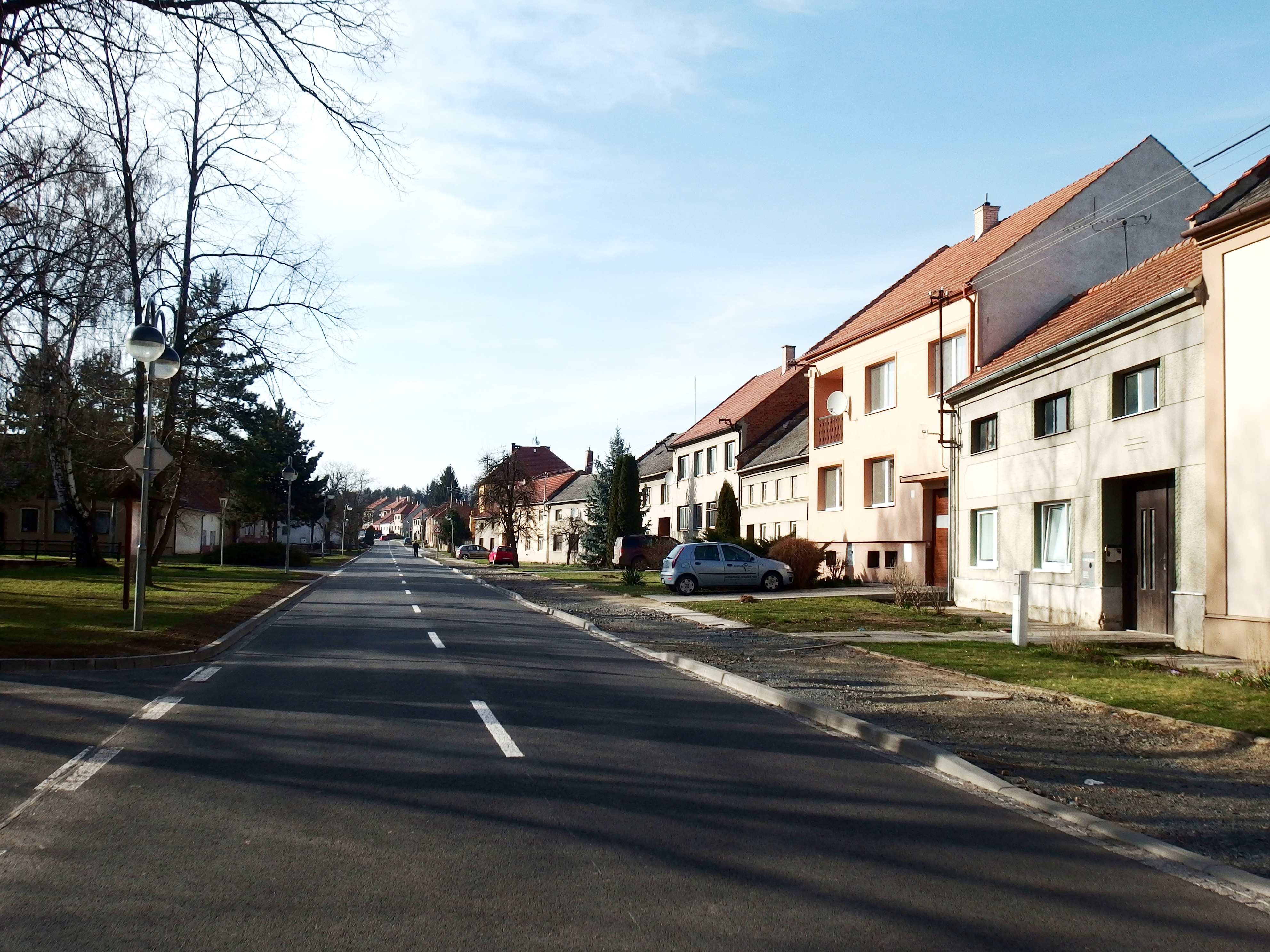
Kelčice.

## Transports
Par la route, Vranovice-Kelčice se trouve à 10 km de Prostějov, à 27,5 km d'Olomouc et à 258 km de Prague.